# CX всемирный конгресс эсперантистов
110-й Всемирный конгресс эсперантистов состоится в Брно, в восточной части Чехии, в 2025 году. Он был запланирован на дни с 19 по 26 июля 2025 г., но 30 ноября Всемирная эсперанто-ассоциация объявила о сдвиге дат на неделю позже — на 26 июля – 2 августа 2025 г. 
Местом проведения конгресса станет Университет имени Менделя.